# 秋田県道154号椿台小入川線
秋田県道154号椿台小入川線（あきたけんどう154ごう つばきだいこいりかわせん）は、秋田県山本郡八峰町を通る一般県道である。

## 概要
山本郡八峰町八森字椿台の国道101号交点から左方向へ分岐し、日本海の海岸近くを北上し、終点の山本郡八峰町八森字滝の間で再び国道101号に合流する。全線が旧国道101号だった区間で、JR東日本 五能線と国道101号に並走する。

### 路線データ
- 総延長 : 3.978 km[2]
- 実延長 : 3.978 km[2]
- 起点 : 秋田県山本郡八峰町八森字椿台81番1地先（国道101号交点）[3]北緯40度21分42.08秒 東経140度1分23.2秒
- 終点 : 秋田県山本郡八峰町八森字滝の間241番1地先（国道101号交点）[3]北緯40度22分59秒 東経139度59分44.37秒
- 未供用区間 : なし[2]

## 歴史
- 1976年（昭和51年）4月13日 - 秋田県道に認定される[3]。

## 路線状況

### 冬期閉鎖区間
- なし[4]

### 交通不能区間
- なし[5]

## 地理

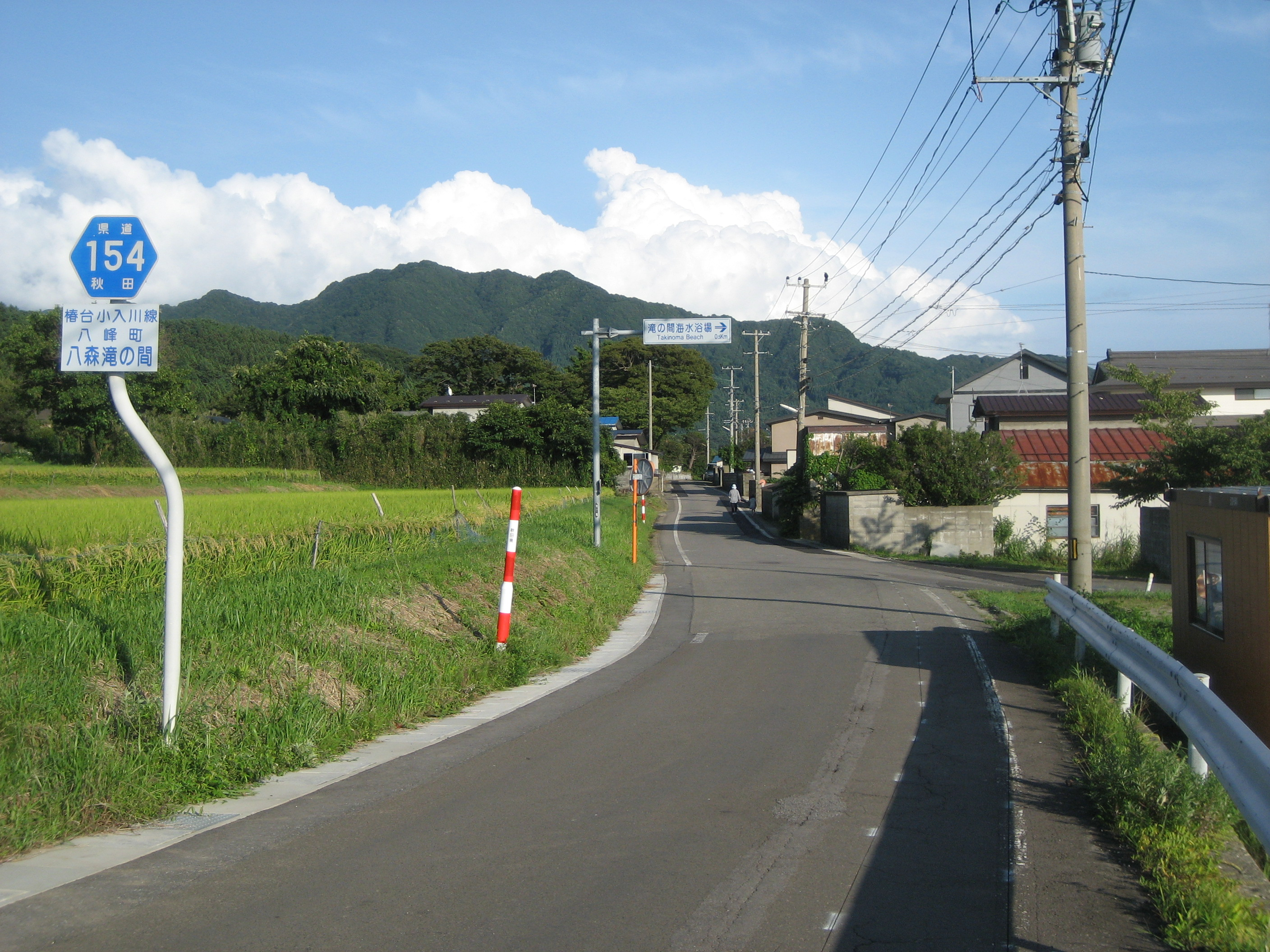
八峰町八森滝の間付近

### 交差する道路
| 施設名 | 接続路線名 | 備考 | 所在地                   |
| ------ | ---------- | ---- | ------------------------ |
|        | 国道101号  | 起点 | 山本郡八峰町八森字椿台   |
|        | 国道101号  | 終点 | 山本郡八峰町八森字滝の間 |

### 沿線の施設
- 八峰町立八森中学校
- 文化交流センター ファガス
- 秋田銀行八森支店
- 八森郵便局
- JR東日本 五能線 八森駅
- 八森漁港
- JR東日本 五能線 滝ノ間駅
- 滝の間海水浴場
- 日本海